# Equus caballus gallicus
Equus caballus gallicus és una subespècie extinta de cavall. Debatuda en tant que subespècie vàlida, les restes que se li atribuieixen han estat trobades a França a dipòsits com el de Solutré a prop de Solutré-Pouilly. Sembla que E. c. gallicus arribà a la regió de Solutré durant la segona meitat de la Würm III, succeint Equus caballus germanicus (el cavall de bosc), que havia viscut en aquesta zona des de la Würm II. La subespècie Equus caballus gallicus fou establerta per l'investigador francès François Prat al 1968 com a una subespècie diferent de Equus caballus germanicus (subespècie establerta al 1884 per Alfred Nehring). Una altra investigadora, Véra Eisenmann, també francesa, postula que les restes atribuides a Equus caballus gallicus no presenten diferències prou importants amb Equus caballus germanicus per constituir una subespècie vàlida a part.